# 2006-os labdarúgó-világbajnokság (B csoport)
A 2006-os labdarúgó-világbajnokságon a B csoport mérkőzéseit június 10. és június 20-a között játszották. Anglia nyerte meg, a második helyet Svédország szerezte meg. Paraguay valamint Trinidad és Tobago kiesett. A mérkőzéseken összesen 10 gól esett.

## Tabella
| Hely. | Csapat             | M | Gy | D | V | G+ | G– | Gk | P | Továbbjutás                                |
| ----- | ------------------ | - | -- | - | - | -- | -- | -- | - | ------------------------------------------ |
| 1.    | Anglia             | 3 | 2  | 1 | 0 | 5  | 2  | +3 | 7 | Továbbjutott az egyenes kieséses szakaszba |
| 2.    | Svédország         | 3 | 1  | 2 | 0 | 3  | 2  | +1 | 5 | Továbbjutott az egyenes kieséses szakaszba |
| 3.    | Paraguay           | 3 | 1  | 0 | 2 | 2  | 2  | 0  | 3 |                                            |
| 4.    | Trinidad és Tobago | 3 | 0  | 1 | 2 | 0  | 4  | −4 | 1 |                                            |

## Anglia vs Paraguay
| 2006. június 10. 15:00 |

| Anglia             | 1–0               | Paraguay |
| ------------------ | ----------------- | -------- |
| Gamarra 3' (öngól) | (1–0) Jegyzőkönyv |          |

| Commerzbank-Arena, Frankfurt Nézőszám: 48 000 Játékvezető: Marco Rodríguez (mexikói) |

| Anglia | Paraguay |

| ANGLIA:              |    |                    |     |     |
|                      |    |                    |     |     |
| GK                   | 1  | Paul Robinson      |     |     |
| RB                   | 2  | Gary Neville       |     |     |
| CB                   | 5  | Rio Ferdinand      |     |     |
| CB                   | 6  | John Terry         |     |     |
| LB                   | 3  | Ashley Cole        |     |     |
| DM                   | 4  | Steven Gerrard     | 19' |     |
| RM                   | 7  | David Beckham (cs) |     |     |
| LM                   | 11 | Joe Cole           |     | 83' |
| AM                   | 8  | Frank Lampard      |     |     |
| CF                   | 10 | Michael Owen       |     | 56' |
| CF                   | 21 | Peter Crouch       | 63' |     |
| Cserék:              |    |                    |     |     |
| MF                   | 20 | Stewart Downing    |     | 56' |
| MF                   | 16 | Owen Hargreaves    |     | 83' |
| Szövetségi kapitány: |    |                    |     |     |
| Sven-Göran Eriksson  |    |                    |     |     |

| PARAGUAY:            |    |                         |     |     |
|                      |    |                         |     |     |
| GK                   | 1  | Justo Villar            |     | 8'  |
| RB                   | 21 | Denis Caniza            |     |     |
| CB                   | 5  | Julio César Cáceres     |     |     |
| CB                   | 4  | Carlos Gamarra (cs)     |     |     |
| LB                   | 3  | Delio Toledo            |     | 82' |
| RM                   | 6  | Carlos Bonet            |     | 68' |
| CM                   | 13 | Carlos Humberto Paredes |     |     |
| CM                   | 10 | Roberto Acuña           |     |     |
| LM                   | 16 | Cristian Riveros        |     |     |
| CF                   | 9  | Roque Santa Cruz        |     |     |
| CF                   | 18 | Nelson Haedo Valdez     | 22' |     |
| Cserék:              |    |                         |     |     |
| GK                   | 22 | Aldo Bobadilla          |     | 8'  |
| FW                   | 23 | Nelson Cuevas           |     | 68' |
| DF                   | 2  | Jorge Núñez             |     | 82' |
| Szövetségi kapitány: |    |                         |     |     |
| Aníbal Ruiz          |    |                         |     |     |

| A mérkőzés játékosa: Frank Lampard Asszisztensek: José Luis Camargo Leonel Leal Negyedik számú játékvezető: Coffi Codjia Ötödik számú játékvezető: Celestin Ntagungira |

## Trinidad és Tobago vs Svédország
| 2006. június 10. 18:00 |

| Trinidad és Tobago | 0–0         | Svédország |
| ------------------ | ----------- | ---------- |
|                    | Jegyzőkönyv |            |

| Signal Iduna Park, Dortmund Nézőszám: 62 959 Játékvezető: Shamsul Maidin (szingapúri) |

| Trinidad és Tobago | Svédország |

| TRINIDAD ÉS TOBAGO:  |    |                   |          |     |
|                      |    |                   |          |     |
| GK                   | 1  | Shaka Hislop      |          |     |
| RB                   | 5  | Brent Sancho      |          |     |
| CB                   | 8  | Cyd Gray          |          |     |
| CB                   | 6  | Dennis Lawrence   |          |     |
| LB                   | 3  | Avery John        | 15′, 46′ |     |
| DM                   | 19 | Dwight Yorke (cs) | 74'      |     |
| CM                   | 7  | Chris Birchall    |          |     |
| CM                   | 18 | Densill Theobald  |          | 66' |
| RW                   | 11 | Carlos Edwards    |          |     |
| LW                   | 12 | Collin Samuel     |          | 52' |
| CF                   | 14 | Stern John        |          |     |
| Cserék:              |    |                   |          |     |
| FW                   | 13 | Cornell Glen      |          | 52' |
| MF                   | 9  | Aurtis Whitley    |          | 66' |
| Szövetségi kapitány: |    |                   |          |     |
| Leo Beenhakker       |    |                   |          |     |

| SVÉDORSZÁG:          |    |                       |     |     |
|                      |    |                       |     |     |
| GK                   | 23 | Rami Shaaban          |     |     |
| RB                   | 7  | Niclas Alexandersson  |     |     |
| CB                   | 4  | Teddy Lučić           |     |     |
| CB                   | 3  | Olof Mellberg (cs)    |     |     |
| LB                   | 5  | Erik Edman            |     |     |
| DM                   | 6  | Tobias Linderoth      |     | 78' |
| RM                   | 21 | Christian Wilhelmsson |     | 78' |
| CM                   | 9  | Fredrik Ljungberg     |     |     |
| LM                   | 8  | Anders Svensson       |     | 62' |
| CF                   | 10 | Zlatan Ibrahimović    |     |     |
| CF                   | 11 | Henrik Larsson        | 90' |     |
| Cserék:              |    |                       |     |     |
| FW                   | 20 | Marcus Allbäck        |     | 62' |
| FW                   | 18 | Mattias Jonson        |     | 78' |
| MF                   | 16 | Kim Källström         |     | 78' |
| Szövetségi kapitány: |    |                       |     |     |
| Lars Lagerbäck       |    |                       |     |     |

| A mérkőzés játékosa: Dwight Yorke Asszisztensek: Prachya Permpanich Eisa Ghuloum Negyedik számú játékvezető: Óscar Ruiz Ötödik számú játékvezető: Fernando Tamayo |

## Anglia vs Trinidad és Tobago
| 2006. június 15. 18:00 |

| Anglia                   | 2–0               | Trinidad és Tobago |
| ------------------------ | ----------------- | ------------------ |
| Crouch 83' Gerrard 90+1' | (0–0) Jegyzőkönyv |                    |

| Frankenstadion, Nürnberg Nézőszám: 41 000 Játékvezető: Kamikawa Tóru (japán) |

| Anglia | Trinidad és Tobago |

| ANGLIA:              |    |                    |     |     |
|                      |    |                    |     |     |
| GK                   | 1  | Paul Robinson      |     |     |
| RB                   | 15 | Jamie Carragher    |     | 58' |
| CB                   | 5  | Rio Ferdinand      |     |     |
| CB                   | 6  | John Terry         |     |     |
| LB                   | 3  | Ashley Cole        |     |     |
| DM                   | 4  | Steven Gerrard     |     |     |
| RM                   | 7  | David Beckham (cs) |     |     |
| LM                   | 11 | Joe Cole           |     | 74' |
| AM                   | 8  | Frank Lampard      | 64' |     |
| CF                   | 10 | Michael Owen       |     | 58' |
| CF                   | 21 | Peter Crouch       |     |     |
| Cserék:              |    |                    |     |     |
| FW                   | 9  | Wayne Rooney       |     | 58' |
| MF                   | 19 | Aaron Lennon       |     | 58' |
| MF                   | 20 | Stewart Downing    |     | 74' |
| Szövetségi kapitány: |    |                    |     |     |
| Sven-Göran Eriksson  |    |                    |     |     |

| TRINIDAD ÉS TOBAGO:  |    |                   |       |     |
|                      |    |                   |       |     |
| GK                   | 1  | Shaka Hislop      | 47'   |     |
| RB                   | 11 | Carlos Edwards    |       |     |
| CB                   | 5  | Brent Sancho      |       |     |
| CB                   | 6  | Dennis Lawrence   |       |     |
| LB                   | 8  | Cyd Gray          | 55'   |     |
| RM                   | 7  | Chris Birchall    |       |     |
| CM                   | 19 | Dwight Yorke (cs) |       |     |
| CM                   | 9  | Aurtis Whitley    | 19'   |     |
| LM                   | 18 | Densill Theobald  | 18'   | 85' |
| CF                   | 15 | Kenwyne Jones     | 45+1' | 70' |
| CF                   | 14 | Stern John        |       |     |
| Cserék:              |    |                   |       |     |
| FW                   | 13 | Cornell Glen      |       | 70' |
| FW                   | 16 | Evans Wise        |       | 85' |
| Szövetségi kapitány: |    |                   |       |     |
| Leo Beenhakker       |    |                   |       |     |

| A mérkőzés játékosa: David Beckham Asszisztensek: Hirosima Josikazu Dae Young Kim Negyedik számú játékvezető: Kevin Stott Ötödik számú játékvezető: Chris Strickland |

## Svédország vs Paraguay
| 2006. június 15. 21:00 |

| Svédország    | 1–0               | Paraguay |
| ------------- | ----------------- | -------- |
| Ljungberg 89' | (0–0) Jegyzőkönyv |          |

| Olympiastadion, Berlin Nézőszám: 72 000 Játékvezető: Ľuboš Micheľ (szlovák) |

| Svédország | Paraguay |

| SVÉDORSZÁG:          |    |                       |     |     |
|                      |    |                       |     |     |
| GK                   | 1  | Andreas Isaksson      |     |     |
| RB                   | 7  | Niclas Alexandersson  |     |     |
| CB                   | 3  | Olof Mellberg (cs)    |     |     |
| CB                   | 4  | Teddy Lučić           | 48' |     |
| LB                   | 5  | Erik Edman            |     |     |
| DM                   | 6  | Tobias Linderoth      | 14' |     |
| RM                   | 21 | Christian Wilhelmsson |     | 68' |
| CM                   | 16 | Kim Källström         |     | 86' |
| LM                   | 9  | Fredrik Ljungberg     |     |     |
| CF                   | 10 | Zlatan Ibrahimović    |     | 46' |
| CF                   | 11 | Henrik Larsson        |     |     |
| Cserék:              |    |                       |     |     |
| FW                   | 20 | Marcus Allbäck        | 60' | 46' |
| FW                   | 18 | Mattias Jonson        |     | 68' |
| FW                   | 17 | Johan Elmander        |     | 86' |
| Szövetségi kapitány: |    |                       |     |     |
| Lars Lagerbäck       |    |                       |     |     |

| PARAGUAY:            |    |                         |     |     |
|                      |    |                         |     |     |
| GK                   | 22 | Aldo Bobadilla          |     |     |
| RB                   | 2  | Jorge Núñez             | 54' |     |
| CB                   | 5  | Julio César Cáceres     |     |     |
| CB                   | 4  | Carlos Gamarra (cs)     |     |     |
| LB                   | 21 | Denis Caniza            | 3'  |     |
| RM                   | 6  | Carlos Bonet            |     | 81' |
| CM                   | 10 | Roberto Acuña           | 51' |     |
| CM                   | 13 | Carlos Humberto Paredes | 74' |     |
| LM                   | 16 | Cristian Riveros        |     | 62' |
| SS                   | 9  | Roque Santa Cruz        |     | 63' |
| CF                   | 18 | Nelson Haedo Valdez     |     |     |
| Cserék:              |    |                         |     |     |
| MF                   | 19 | Julio dos Santos        |     | 62' |
| FW                   | 20 | Dante López             |     | 63' |
| MF                   | 8  | Edgar Barreto           | 85' | 81' |
| Szövetségi kapitány: |    |                         |     |     |
| Aníbal Ruiz          |    |                         |     |     |

| A mérkőzés játékosa: Fredrik Ljungberg Asszisztensek: Roman Slysko Martin Balko Negyedik számú játékvezető: Jerome Damon Ötödik számú játékvezető: Enock Molefe |

## Svédország vs Anglia
| 2006. június 20. 21:00 |

| Svédország              | 2–2               | Anglia                  |
| ----------------------- | ----------------- | ----------------------- |
| Allbäck 51' Larsson 90' | (0–1) Jegyzőkönyv | J. Cole 34' Gerrard 85' |

| RheinEnergieStadion, Köln Nézőszám: 45 000 Játékvezető: Massimo Busacca (svájci) |

| Svédország | Anglia |

| SVÉDORSZÁG:          |    |                       |     |       |
|                      |    |                       |     |       |
| GK                   | 1  | Andreas Isaksson      |     |       |
| RB                   | 7  | Niclas Alexandersson  | 83' |       |
| CB                   | 3  | Olof Mellberg (cs)    |     |       |
| CB                   | 4  | Teddy Lučić           |     |       |
| LB                   | 5  | Erik Edman            |     |       |
| DM                   | 6  | Tobias Linderoth      |     | 90+1' |
| RM                   | 18 | Mattias Jonson        |     | 54'   |
| CM                   | 16 | Kim Källström         |     |       |
| LM                   | 9  | Fredrik Ljungberg     | 87' |       |
| CF                   | 11 | Henrik Larsson        |     |       |
| CF                   | 20 | Marcus Allbäck        |     | 75'   |
| Cserék:              |    |                       |     |       |
| MF                   | 21 | Christian Wilhelmsson |     | 54'   |
| FW                   | 17 | Johan Elmander        |     | 75'   |
| MF                   | 19 | Daniel Andersson      |     | 90+1' |
| Szövetségi kapitány: |    |                       |     |       |
| Lars Lagerbäck       |    |                       |     |       |

| ANGLIA:              |    |                    |     |     |
|                      |    |                    |     |     |
| GK                   | 1  | Paul Robinson      |     |     |
| RB                   | 15 | Jamie Carragher    |     |     |
| CB                   | 5  | Rio Ferdinand      |     | 56' |
| CB                   | 6  | John Terry         |     |     |
| LB                   | 3  | Ashley Cole        |     |     |
| DM                   | 16 | Owen Hargreaves    | 76' |     |
| RM                   | 7  | David Beckham (cs) |     |     |
| LM                   | 11 | Joe Cole           |     |     |
| AM                   | 8  | Frank Lampard      |     |     |
| CF                   | 9  | Wayne Rooney       |     | 69' |
| CF                   | 10 | Michael Owen       |     | 4'  |
| Cserék:              |    |                    |     |     |
| FW                   | 21 | Peter Crouch       |     | 4'  |
| DF                   | 12 | Sol Campbell       |     | 56' |
| MF                   | 4  | Steven Gerrard     |     | 69' |
| Szövetségi kapitány: |    |                    |     |     |
| Sven-Göran Eriksson  |    |                    |     |     |

| A mérkőzés játékosa: Joe Cole Asszisztensek: Francesco Buragina Matthias Arnet Negyedik számú játékvezető: Halíl al-Gamdi Ötödik számú játékvezető: Fathi Arabati |

## Paraguay vs Trinidad és Tobago
| 2006. június 20. 21:00 |

| Paraguay                      | 2–0               | Trinidad és Tobago |
| ----------------------------- | ----------------- | ------------------ |
| Sancho 25' (öngól) Cuevas 86' | (1–0) Jegyzőkönyv |                    |

| Fritz Walter Stadion, Kaiserslautern Nézőszám: 46 000 Játékvezető: Roberto Rosetti (olasz) |

| Paraguay | Trinidad és Tobago |

| PARAGUAY:            |    |                         |     |     |
|                      |    |                         |     |     |
| GK                   | 22 | Aldo Bobadilla          |     |     |
| RB                   | 21 | Denis Caniza            |     | 89' |
| CB                   | 5  | Julio César Cáceres     |     | 77' |
| CB                   | 4  | Carlos Gamarra (cs)     |     |     |
| LB                   | 2  | Jorge Núñez             |     |     |
| DM                   | 10 | Roberto Acuña           |     |     |
| RM                   | 19 | Julio dos Santos        | 54' |     |
| LM                   | 8  | Edgar Barreto           |     |     |
| AM                   | 13 | Carlos Humberto Paredes | 30' |     |
| CF                   | 9  | Roque Santa Cruz        |     |     |
| CF                   | 18 | Nelson Haedo Valdez     |     | 66' |
| Cserék:              |    |                         |     |     |
| FW                   | 23 | Nelson Cuevas           |     | 66' |
| DF                   | 15 | Júlio Manzur            |     | 77' |
| DF                   | 14 | Paulo da Silva          |     | 89' |
| Szövetségi kapitány: |    |                         |     |     |
| Aníbal Ruiz          |    |                         |     |     |

| TRINIDAD ÉS TOBAGO:  |    |                   |     |     |
|                      |    |                   |     |     |
| GK                   | 21 | Kelvin Jack       |     |     |
| RB                   | 11 | Carlos Edwards    |     |     |
| CB                   | 5  | Brent Sancho      | 45' |     |
| CB                   | 6  | Dennis Lawrence   |     |     |
| LB                   | 3  | Avery John        |     | 31' |
| RM                   | 7  | Chris Birchall    |     |     |
| CM                   | 19 | Dwight Yorke (cs) |     |     |
| CM                   | 9  | Aurtis Whitley    | 48' | 67' |
| LM                   | 18 | Densill Theobald  |     |     |
| CF                   | 14 | Stern John        |     |     |
| CF                   | 13 | Cornell Glen      |     | 41' |
| Cserék:              |    |                   |     |     |
| DF                   | 15 | Kenwyne Jones     |     | 31' |
| MF                   | 16 | Evans Wise        |     | 41' |
| MF                   | 10 | Russell Latapy    |     | 67' |
| Szövetségi kapitány: |    |                   |     |     |
| Leo Beenhakker       |    |                   |     |     |

| A mérkőzés játékosa: Julio dos Santos Asszisztensek: Cristiano Copelli Alessandro Stagnoli Negyedik számú játékvezető: Frank De Bleeckere Ötödik számú játékvezető: Peter Hermans |